# Die Saporoger Kosaken schreiben dem türkischen Sultan einen Brief

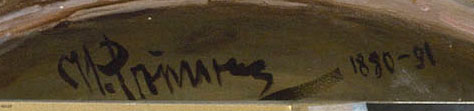
Die Signatur

Die Saporoger Kosaken schreiben dem türkischen Sultan einen Brief (ukrainisch Запоро́жці пи́шуть листа́ туре́цькому султа́нові, russisch Запорожцы пишут письмо турецкому султану, Saporoschzy pischut pismo turezkomu sultanu) ist ein Gemälde des ukrainisch-russischen Malers Ilja Repin.
Das 2,03 × 3,58 Meter große Bild begann Repin 1880, vollendete es aber erst 1891. Repin hat die Jahreszahlen am unteren Bildrand vermerkt. Zar Alexander III. (1845–1894) kaufte es ihm für 35.500 Rubel ab. Dies war die höchste Summe, die zu der Zeit für ein einzelnes Werk eines Malers im Russischen Kaiserreich gezahlt worden war. Das Gemälde gehört zum Bestand des Russischen Museums in Sankt Petersburg. Im Rahmen einer Ausstellung zu den Peredwischniki war das Bild in den Kunstsammlungen Chemnitz zu sehen (26. Februar – 28. Mai 2012). Eine kleinere Version befindet sich in der Galerie des Baroda-Museums des indischen Bundesstaates Gujarat, sie wurde vom Stifter des Museums Maharadja Sayajirao Gaekwad III. für die dem Museum angeschlossene Galerie erworben.

## Hintergrund
Die Saporoger Kosaken schreiben dem türkischen Sultan einen Brief ist ein Historienbild. Dargestellt wird eine angebliche Szene aus dem Jahr 1676. Zu Beginn des Osmanisch-Russischen Krieges verlangte der osmanische Sultan Mehmed IV. von den Saporoger (auch: Saporoscher beziehungsweise Saporoschjer) Kosaken (za porohamy = „hinter den Stromschnellen“), die am unteren Verlauf des Dnepr lebten, ebenso die Unterwerfung, wie sich bereits 1674 der Hetman der rechtsufrigen Ukraine Petro Doroschenko unterworfen hatte.
Der Text der Botschaft des Sultans soll gelautet haben:
Ich, Sultan und Herr der Hohen Pforte, Sohn Mohammeds, Bruder der Sonne und des Mondes, Enkel und Statthalter Gottes auf Erden, Beherrscher der Königreiche Mazedonien, Babylon, Jerusalem, des Großen und Kleinen Ägyptens, König der Könige, Herr der Herren, unvergleichbarer Ritter, unbesiegbarer Feldherr, Hoffnung und Trost der Muslime, Schrecken und großer Beschützer der Christen, befehle euch, Saporoger Kosaken, freiwillig und ohne jeglichen Widerstand aufzugeben und mein Reich nicht länger durch eure Überfälle zu stören.
Sultan Mehmed IV

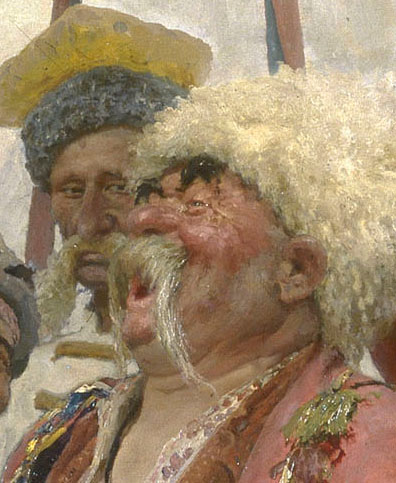
Lachender Kosak mit weißer Schaffellmütze

Daraufhin sollen die Kosaken einen Brief an den Sultan verfasst haben (was für ihre sonstigen Gepflogenheiten unüblich gewesen sei). Der Brief habe von Beleidigungen nur so gestrotzt:
Du türkischer Teufel, Bruder und Genosse des verfluchten Teufels und des leibhaftigen Luzifers Sekretär! Was für ein Ritter bist du zum Teufel, wenn du nicht mal mit deinem nackten Arsch einen Igel töten kannst? Was der Teufel scheißt, frisst dein Heer. Du, Sohn einer Hure, wirst keine Christensöhne unter dir haben. Dein Heer fürchten wir nicht, werden zu Wasser und zu Lande uns mit dir schlagen, gefickt sei deine Mutter!
Du Küchenjunge von Babylon, Radmacher von Mazedonien, Ziegenhirt von Alexandria, Bierbrauer von Jerusalem, Sauhalter des großen und kleinen Ägypten, Schwein von Armenien, tatarischer Geißbock, Verbrecher von Podolien, Henker von Kamenez und Narr der ganzen Welt und Unterwelt, dazu unseres Gottes Dummkopf, Enkel des leibhaftigen Satans und der Haken unseres Schwanzes. Schweinefresse, Stutenarsch, Metzgerhund, ungetaufte Stirn, gefickt sei deine Mutter!
So haben dir die Saporoger geantwortet, Glatzkopf. Du bist nicht einmal geeignet, christliche Schweine zu hüten. Nun müssen wir Schluss machen. Das Datum kennen wir nicht, denn wir haben keinen Kalender. Der Mond ist im Himmel, das Jahr steht im Buch und wir haben den gleichen Tag wie ihr. Deshalb küss unseren Hintern!
Unterschrieben: Der Lager-Ataman Iwan Sirko mitsamt dem ganzen Lager der Saporoger Kosaken.
Den abgebildeten Kosaken sieht man an, was für einen Spaß sie haben, sich immer neue Beleidigungen auszudenken. Zu Repins Zeiten wurde diesem freiheitsliebenden, kampferprobten Volk sehr viel Sympathie entgegengebracht. Auch Repin war ein großer Bewunderer; er notierte:
… Alles, was Gogol über sie geschrieben hat, ist wahr! Ein Teufelsvolk! Niemand auf der ganzen Welt hat so tief die Freiheit, Gleichheit und Brüderlichkeit gefühlt.

## Entstehung
Repin erfuhr von der Geschichte im Jahre 1878 und fertigte mit Bleistift auf Papier eine auf den 26. Juni datierte Kompositionsskizze an, die sich heute in der Moskauer Tretjakow-Galerie (Inventarnummer 767) befindet. Er stellte in der Folge weitere Nachforschungen über das Thema an und erstellte während einer Reise an den Dnepr 1880 weitere Skizzen von Trachten und Waffen der Kosaken. Im Anschluss daran entstand eine erste kleinformatige, in Öl auf Leinwand ausgeführte Fassung (67 × 87 Zentimeter) des Bildes. Gleichzeitig arbeitete er an der erst 1891 vollendeten großformatigen Fassung.
Das Bild stellt verschiedene Nuancen der Fröhlichkeit dar, vom verschmitzten Lächeln des Schreibers bis hin zum donnernden Gelächter, im Hintergrund auch Männer mit etwas zweifelndem oder das Gelächter missbilligendem Gesichtsausdruck. Die Ausgelassenheit der Figuren wird durch die Wahl kräftiger Farben betont, wobei insbesondere das intensive Rot auffällt. Durch einen schnellen und pastosen Duktus wirkt das Bild sehr lebendig.

## Gemäldeausschnitte

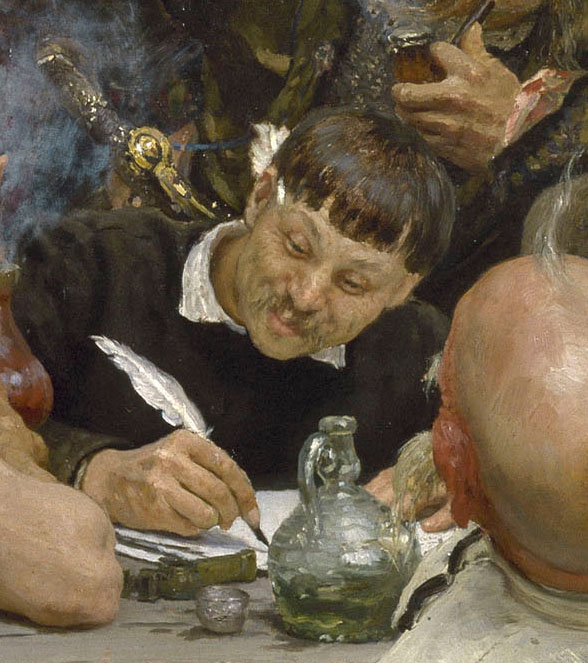
Der Schreiber
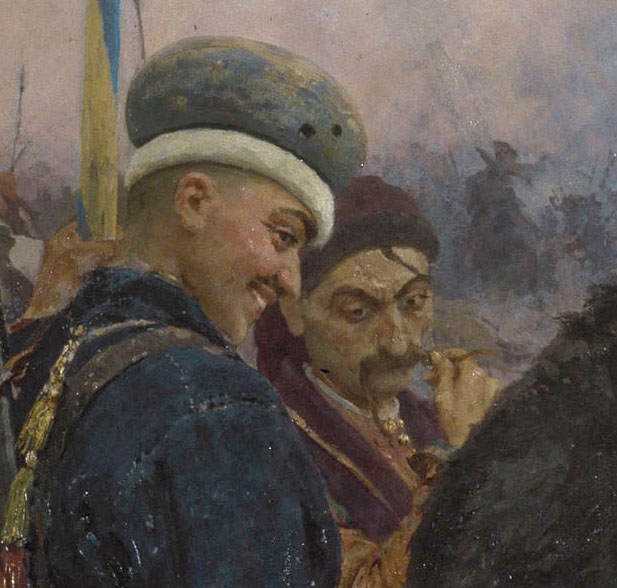
Zwei Personen im Mittelgrund links
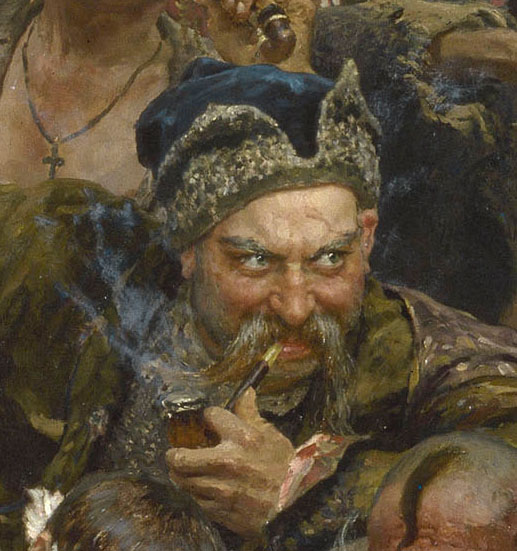
Der Lager-Ataman Iwan Sirko

| Charakter | Modell |
|           | Der lächelnde Soldat mit roter Mütze wurde von Jan Ciągliński, einem Petersburger Kunstlehrer polnischer Herkunft, gemalt. |
|           | Der große lächelnde Mann, der Andrij, den jüngeren Sohn von Taras Bulba, darstellt, ist der Großneffe des Komponisten Mikhail Glinka. |
|           | Der große Kosak mit dem Stirnband auf dem Kopf ist der Odessaer Maler Nikolai Kusnezow, griechischer Abstammung. Er war Witzbold, Kraftprotz, Akademiemitglied der Akademie der Künste, Professor und Klassenleiter für Kriegsmalerei an der Akademie. |
|           | Der zahnlose, runzlige alte Mann mit Pfeife wurde von Repin nach einem zufälligen Passanten auf dem Hafen der Stadt Oleksandriwsk (heute Saporischschja) gemalt. |
|           | Ein typischer Bursak mit einem Haarschnitt unter dem Scheitel und noch ohne Schnurrbart ist der Künstler Porfyrij Martynowytsch. Er studierte an der Akademie der Künste, beherrschte die Kunst der Filigrangrafik, war aber aufgrund einer Krankheit gezwungen, die Malerei im Alter von 25 Jahren aufzugeben. Da Repin ihn nie persönlich gesehen hatte, malte er die Figur nicht nach dem lebenden Martynowytsch, sondern nach einer Gipsmaske, die dem jungen Künstler vom Gesicht genommen wurde. Als die Maske abgenommen wurde, lächelte der Künstler, und das Lächeln blieb auf der Maske. |
|           | Wassyl Tarnowskyj, ein ukrainischer Sammler und Philanthrop, Besitzer der berühmten Residenz Katschaniwka, posierte für den düsteren Kosaken mit düsterem Blick. In Katschaniwka malte Repin Kosakenmunition (und gleichzeitig Wassyl Wassylowytsch selbst), von der Tarnowskyj eine große Menge besaß. Die Tarnowskyj-Sammlung von Kosaken-Antiquitäten wurde zur Grundlage der Sammlung des Historischen Museums von Tschernihiw. |
|           | Das Bild des Kosaken Golota basiert auf dem Kutscher Mykyschka von Wassyl Tarnowskyj. Repin war von Mykyschkas Zackigkeit, Einäugigkeit, Trunkenheit und Lächerlichkeit fasziniert und skizzierte ihn, als er und Tarnowskyj auf einer Fähre den Dnipro überquerten. |
|           | Eine der zentralen Figuren des Gemäldes ist Ataman Iwan Sirko. Der Künstler suchte lange nach einem ähnlichen Bild für ihn und entschied sich schließlich für General Michail Dragomirow, den damaligen Befehlshaber der Truppen des Kiewer Militärbezirks und späteren Kiewer Generalgouverneur. |
|           | Die Figur, die einen Tataren darstellt, wurde von einem tatsächlichen tatarischen Schüler gezeichnet. |
|           | Das Model für Taras Bulba wurde Oleksandr Rubez, ukrainischer Komponist, Chordirigent und Professor an der Petersburger Universität. |
|           | Der Kosak mit der gelben Mütze, der von Taras Bulba versteckt wird, wurde nach dem Vorbild von Fjodor Strawinsky, einem Opernsänger des Mariinski-Theaters polnischer Abstammung und Vater des Komponisten Igor Strawinsky, gestaltet. |
|           | Der „Kahlkopf“ gehört Heorhij Aleksjejew, der als Großkämmerer am Hof des russischen Zaren für die Finanzen des Hofes zuständig war. Er wurde eingeladen, für die Rolle zu posieren, lehnte aber ab, da er dies als unwürdig empfand. Also skizzierte Repin seinen Hinterkopf, während Alekseyev sich eine Ausstellung von Drucken ansah. Als er das Gemälde sah, erkannte Alekseyev seinen Kopf und war nicht erfreut, aber das Gemälde befand sich zu diesem Zeitpunkt bereits in der zaristischen Sammlung.                                                                                     |
|           | Der Schreiber wurde dem Historiker und Archäologen Dmytro Jawornyzkyj nachgebildet, dem Autor des Hauptwerks über die Geschichte der Saporoger Kosaken. |
|           | Der halbnackte Kosake ist ein Freund von Repin und Jawornyzkij, ein Lehrer der Volksschule Kostjantyn Dmytrowytsch Belonowskyj. Er war nur auf dem Gemälde ein Kartenspieler, nicht im wirklichen Leben. Er wird oben nackt dargestellt, denn wenn die Kosaken ernsthaft spielten, zogen sie ihre Hemden aus, um ihre Karten nicht hinter dem Rücken und den Ärmeln zu verstecken. |